# Скажи что-нибудь
«Скажи что-нибудь» (англ. Say Anything...) — американский кинофильм 1989 года, режиссёрский дебют Кэмерона Кроу. В 2002 году журнал Entertainment Weekly назвал его лучшим романтическим фильмом, а также поместил на 11-е место в рейтинге «50 лучших школьных фильмов».

## Сюжет
Сиэтл, Вашингтон. Ллойду Доблеру (Кьюсак), обычному ученику и начинающему кикбоксеру, очень нравится отличница Дайан Курт (Скай). Он решает позвать её на свидание в день окончания школы. Дайан выиграла стипендию на обучение и в конце лета собирается переехать в Великобританию. Она заинтригована желанием Ллойда покорить её сердце и соглашается пойти. Вскоре они начинают встречаться.
Ллойд обращается за советами к сестре и некоторым подругам, которые желают ему счастья в первых серьёзных отношениях. Отец Дайан, Джим (Махони), находится под следствием Службы внутренних доходов, подозревающей его в мошенничестве. Когда отношения Дайан и Ллойда становятся более серьёзными, она решает, что ей стоит проводить больше времени с отцом. К тому же Джим не поощряет её союз с человеком, не реализующим свой потенциал, и заставляет её расстаться с Ллойдом.
Тем не менее Ллойду удается завоевать сердце Дайан перед окончанием летних каникул, и он служит ей эмоциональной поддержкой после заключения её отца за решетку. Фильм заканчивается сценой, в которой Ллойд помогает Дайан справиться с аэрофобией в самолёте на пути в Великобританию.

## В ролях
- Джон Кьюсак — Ллойд Доблер
- Айони Скай — Дайан Курт
- Джон Махони — Джим Курт
- Джоан Кьюсак — Констанс Доблер (сестра Ллойда)
- Лили Тейлор — Кори Флад
- Эми Брукс — Ди Си
- Памела Эдлон — Ребекка
- Ким Уолкер — Шила
- Дон Уилсон — спарринг-партнёр

## Саундтрек
Саундтрек включает 11 композиций:
1. «All for Love» — Nancy Wilson [4:37]
2. «Cult of Personality» — Living Colour [5:07]
3. «One Big Rush» — Joe Satriani [3:25] (также в альбоме Сатриани Flying in a Blue Dream)
4. «You Want It» — Cheap Trick [3:43] (also on the band’s compilation album Sex, America, Cheap Trick)
5. «Taste the Pain» — Red Hot Chili Peppers [5:04]
6. «In Your Eyes» — Peter Gabriel [5:23]
7. «Stripped» — Depeche Mode [6:41]
8. «Skankin' To The Beat» — Fishbone [2:49]
9. «Within Your Reach» — The Replacements [4:26]
10. «Keeping The Dream Alive» — Freiheit [4:14]
11. «Lloyd Dobler Rap» [0:33]

## Критические отзывы
Кинокритик Chicago Sun-Times Роджер Эберт назвал его «одним из лучших фильмов года — фильм, который действительно о чем-то; также его можно назвать забавной, доброй романтической комедией». Эберт позже включил его в список «Лучших фильмов», написав: «„Скажи что-нибудь“ существует в реальном мире, это не фантазия или сказка с хорошим концом, там есть герои, которых мы знаем, и он снят с заботой о человеческих чувствах». На сайте RottenTomatoes.com рейтинг одобрения составляет 98 %.